# Fiberblåsning
Fiberblåsning omfattar ofta flera tekniker för att blåsa fiber eller fiberkabel. Det finns i huvudsak i två olika grundtekniker:
- Kabelblåsning som innebär att både luft och en tryckkraft används för att blåsa en kabel.
- Blåsa lösfiber som innebär att i huvudsak luftflöde används för att blåsa lösa fiber eller mycket lätta fiberenheter.